# 부평동 (부산)
부평동(富平洞)은 중구의 행정동이다. 법정동은  부평동1가·부평동2가·부평동3가·부평동4가이다.